# Associação de Futebol da Sérvia e Montenegro
A Associação de Futebol de Sérvia e Montenegro (em sérvio: Fudbalski Savez Srbije i Crne Gore) era a entidade máxima do futebol na União Estatal de Sérvia e Montenegro, com sede em Belgrado. Organizou o campeonato de futebol, a seleção nacional, o torneio da copa e as Segundas Ligas das duas repúblicas.
A FSSCG substituiu a Associação de Futebol da Iugoslávia, fundada em 1919. Ela foi executada exatamente da mesma maneira, mas o nome mudou. Em 2006, Montenegro optou por declarar a independência, quebrando assim a união com a Sérvia. Ambos os países formaram novas associações de futebol em conformidade:
- Associação de Futebol da Sérvia
- Associação de Futebol de Montenegro

A Sérvia herdou a antiga Iugoslávia e a Sérvia e Montenegro na UEFA e na FIFA, enquanto Montenegro se tornou o mais novo membro a se juntar às duas organizações.